# 8853 Ґердлеманн
8853 Ґердлеманн (8853 Gerdlehmann) — астероїд головного поясу, відкритий 9 квітня 1991 року.
Тіссеранів параметр щодо Юпітера — 3,600.